# Calico Rock
Calico Rock es una ciudad situada en el condado de Izard, Arkansas, Estados Unidos. Según el censo de 2020, tiene una población de 888 habitantes.

## Geografía
La localidad está ubicada en las coordenadas 36°7′19″N 92°7′33″O / 36.12194, -92.12583 (36.121965, -92.125913). Según la Oficina del Censo de los Estados Unidos, tiene un área de 12.47 km², de los cuales 12.32 km² corresponden a tierra y 0.15 km² son agua.

## Demografía

### Censo de 2020
Según el censo de 2020, hay 888 habitantes, 420 hogares y 223 familias en la localidad. La densidad de población es de 72.08 hab/km². Hay 513 viviendas, lo que representa una densidad de 41.6 por kilómetro cuadrado.
| Raza                   | Núm. | Porc.  |
| ---------------------- | ---- | ------ |
| Blancos                | 843  | 94.93% |
| Afroamericanos         | 3    | 0.34%  |
| Amerindios             | 6    | 0.68%  |
| Asiáticos              | 2    | 0.23%  |
| Otras razas            | 1    | 0.11%  |
| De una mezcla de razas | 33   | 3.72%  |

Del total de la población, el 0.56% son hispanos o latinos de cualquier raza.

### Censo de 2000
Para el censo de 2000, había 991 personas, 428 hogares y 264 familias en la ciudad. La densidad de población era de 106,9 hab/km². Había 526 viviendas para una densidad promedio de 56,7 por kilómetro cuadrado. De la población 97,07% eran blancos, 0,20% afroamericanos, 0,71% amerindios, 0,20% asiáticos, 0,10% isleños del Pacífico, 0,40% de otras razas y 1,31% de dos o más razas. 2,22% de la población eran hispanos o latinos de cualquier raza.
Se contaron 428 hogares, de los cuales 27,8% tenían niños menores de 18 años, 45,8% eran parejas casadas viviendo juntos, 12,6% tenían una mujer como cabeza del hogar sin marido presente y 38,3% eran hogares no familiares. 35,5% de los hogares eran un solo miembro y 17,1% tenían alguien mayor de 65 años viviendo solo. La cantidad de miembros promedio por hogar era de 2,20 y el tamaño promedio de familia era de 2,85.
En la ciudad la población está distribuida en 23,9% menores de 18 años, 6,8% entre 18 y 24, 24,6% entre 25 y 44, 21,9% entre 45 y 64 y 22,8% tenían 65 o más años. La edad media fue 40 años. Por cada 100 mujeres había 90,6 varones. Por cada 100 mujeres mayores de 18 años había 76,2 varones.
El ingreso medio para un hogar en la ciudad fue de $23.200 y el ingreso medio para una familia $31.328. Los hombres tuvieron un ingreso promedio de $20.833 contra $18.125 de las mujeres. El ingreso per cápita de la ciudad fue de $14.305. Cerca de 20,2% de las familias y 26,2% de la población estaban por debajo de la línea de pobreza, 41,9% de los cuales eran menores de 18 años y 15,1% mayores de 65.